# Церква святих Ясона і Сосіпатра
Церква святих Ясона і Сосіпатра (Αγιοι Ιάσων και Σωσίπατρος) - одна з найдавніших церков міста Керкіри (острів Керкіра (Греція)), датована XI століттям, розташована між мікрорайоном Гаріца та Мон Репос, присвячена святому Ясону та святому Сосіпатру - учням апостола Павла, які поширювали християнство на острові.

## Архітектура
Церква є однією з найважливіших церков візантійського періоду, що належить до церковного архітектурного типу двосторонніх хрестоподібних церков з вписаним куполом.  Це один з найбільш добре збережених і найдавніших храмів цього типу. Церква має прямокутну форму, завдовжки 16,30 м і шириною 12,20 м. Вона поділена на внутрішній притвор (11,55 на 3,12 м) та головний простір (10,90 м на 12,05 м) без бокових ніш. Восьмисторонній купол піднімається на перетині двох склепінь, підкріплений чотирма трикутниками, на кінцях стін та спирається також на дві монолітні мармурові колони.
Храм був побудований майстрами з Аттики та Беотії на руїнах стародавнього храму, присвяченому Святому Андрію, ймовірно, у XI столітті, з використанням будівельних матеріалів із зруйнованих будівель Палополісу, який розташовувався поруч в сучасній місцевості Мон Репос.
Нижні частини церкви побудовані з великих каменів, які були взяті з давніх споруд. Інколи в проміжки між каменів вставлена цегла, а іноді цегляні блоки. Стіни прикрашені керамічними вставками.
Дзвіниця та споруда для священника на північно-західному куті церкви датуються XVII століттям.

## Інтер'єр

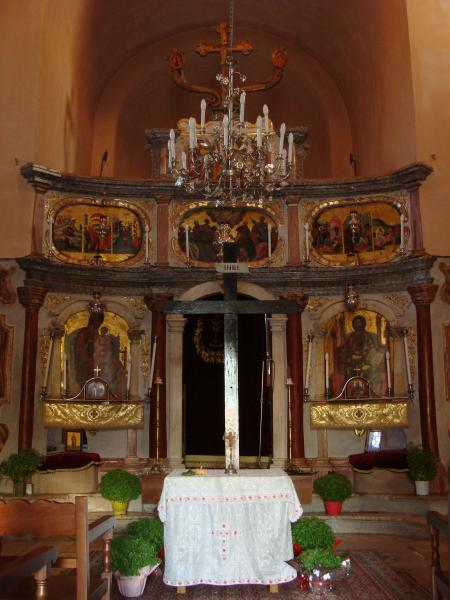
Іконостас

В церкві перебувають ікони знаменитого критського іконописця Еммануїл Тзанеса та Михайла Дамаскіна.  Церква прикрашена бароковим мармуровим іконостасом, датованим XVIII століття. Інтер'єр церкви колись був повністю розмальований фресками, які наразі частково відреставровані та розташовані в різних частинах буділі та датуються XI - XIV століттями. Значна частина внутрішніх розписів в церкві були зруйновані близько 1820 року, коли церкву побілили.  Найдавніша фреска, яка збереглася та розташована в притворі, це фігура Святого Арсенія, архієпископа Керкіри. Також збереглися пізніші фрески із зображенням хрещення та фігур ангелів.
Саркофаги по обидві сторони від дверей приписуються покровителям церкви, святому Ясону та святому Сосіпатру.

## Історія
За письмовими джерелами, церква в XV столітті була католицьким монастирем. Тут знайшла притулок Катерина, дружина Фоми Палеолога (брат останнього візантійського імператора, Костянтина XI), коли у 1453 році  Константинополь захопили османи (її гробниця за окремими даними розташована на території церкви).  Протягом усього післявізантійського періоду монастир був пов'язаний із відомими вченими та художниками, володів значним маєтком, і сьогодні зберігає деякі важливі ікони та реліквії.
У 1993 р. розкопки в церкві виявили кладовище, яке використовувалося з ранньохристиянських часів до 1900 р. Щороку 29 серпня в церкві є свято на пам'ять про святих, на честь яких названа церква.